# Красный Яр (Спасский район)
Кра́сный Яр — посёлок в Спасском районе Рязанской области. Входит в состав Исадского сельского поселения.

## География
Посёлок находится в центральной части Рязанской области, на правом берегу реки Ока, на расстоянии приблизительно 10 км (по прямой) к востоку от города Спасск-Рязанский, административного центра района.

### Часовой пояс
Посёлок Красный Яр, как и вся Рязанская область, находится в часовой зоне МСК (московское время). Смещение применяемого времени относительно UTC составляет +3:00.

## Население
| 2010 |
| ---- |
| 53   |

### Национальный состав
Согласно результатам переписи 2002 года, в национальной структуре населения русские составляли 99 % из 75 чел.